# Karim Adeyemi
Karim David Adeyemi (Múnich, Alemania, 18 de enero de 2002) es un futbolista alemán que juega como delantero en el Borussia Dortmund de la 1. Bundesliga de Alemania. Internacional absoluto con Alemania, fue campeón de Europa sub-21 en la vigesimosexta edición del torneo al vencer a Portugal.

## Trayectoria

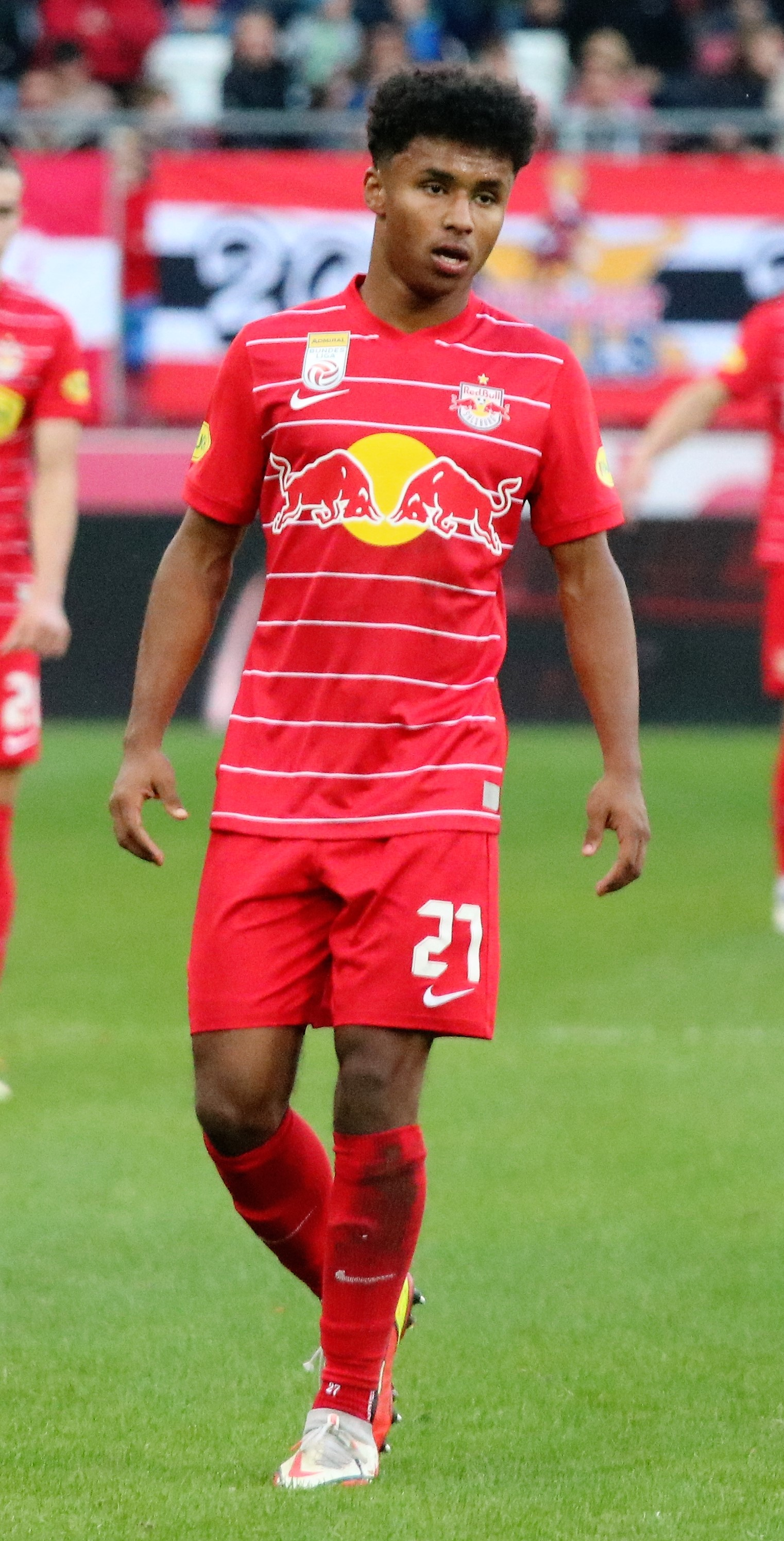
Adeyemi jugando para el Red Bull Salzburgo en 2021.

Nacido en Múnich, de padre nigeriano y madre rumana, comenzó su carrera en las inferiores del TSV Forstenried y en 2010 entró a la academia del Bayern de Múnich. Tras dos años en las formativas bávaras, Adeyemi entró a las inferiores del Spielvereinigung Unterhaching en 2012, lugar donde estabilizó su formación deportiva.
En la antesala de la temporada 2018-19, el delantero fue fichado por el Red Bull Salzburgo por tres años, y fue integrado en su equipo filial o reserva, el Fussballclub Liefering. Debutó en la 2. Liga el 1 de septiembre de 2018 contra el Austria Lustenau. Los austríacos llegaron a convertirse en pocos años en uno de los más importantes semilleros de futbolistas del continente. Con una filosofía de trabajo y formación muy específica consiguió no solamente formar a jóvenes talentos en sus categorías inferiores —campeones de Europa de clubes en 2017— sino atraer a futbolistas foráneos como el mejor lugar posible para formarse profesionalmente. De la cantera austríaca salieron recientes jugadores como Naby Keita, Sadio Mané, Erling Haaland o Dayot Upamecano por citar algunos ejemplos.
Tras años de integración hasta llegar al primer equipo, fue uno de los jóvenes revelación de 2021. Así, suscitó el interés de clubes europeos, pero el jugador manifestó en referencia a cambiar de club que «el rojo y el blanco me sientan muy bien», en alusión a los colores del Salzburgo. «Me siento bien aquí y disfruto el momento. Mi cabeza todavía está aquí. Aún no hay una fecha límite sobre mi futuro. Quiero lograr nuestros objetivos con el Salzburgo, eso es todo lo que me importa».
Su progresión continuó en la temporada 2021-22, donde fue el referente en ataque del equipo y del país con once goles en trece jornadas disputadas, como claros destacados de la Bundesliga y principal favorito al título. Con destacadas actuaciones en la Liga de Campeones y con su equipo líder de grupo, fue señalado como uno de los jóvenes de mayor proyección del panorama europeo. Nominado al Golden Boy —reconocido como el Balón de Oro a los menores de 21 años—, posee uno de los porcentajes de acierto más altos del continente de cara al gol.
El 10 de mayo de 2022, tras anunciarse la marcha de Erling Haaland, el Borussia Dortmund hizo oficial su fichaje para la temporada siguiente firmando un contrato de cinco años de duración. Durante la temporada 2023-24 el equipo tuvo una gran temporada en competición internacional, alcanzando la final de la Liga de Campeones de la UEFA (primera vez desde que lo lograran en 2013). El 1 de junio de 2024 juega la final como titular, siendo de los futbolistas más destacados del lado del Dortmund. Finalmente terminarían subcampeones, al perder 2-0 ante el Real Madrid de Carlo Ancelotti.

## Selección nacional
Es internacional en categorías inferiores con la selección de Alemania. El 5 de septiembre de 2021 debutó con la absoluta en un encuentro de clasificación para el Mundial 2022 ante Armenia y anotó el definitivo 6-0.

#### Participaciones en Copas del Mundo
| Mundial           | Sede  | Resultado    | Partidos | Goles |
| ----------------- | ----- | ------------ | -------- | ----- |
| Copa Mundial 2022 | Catar | Primera fase | 0        | 0     |

## Estadísticas

### Clubes
Actualizado al último partido disputado el 5 de julio de 2025.
| F. C. Liefering · Austria    | 2.ª           | 2018-19       | 20  | 6  | 2  | Inaccesibles | Inaccesibles | Inaccesibles | Inaccesibles | Inaccesibles | Inaccesibles | 20  | 6  | 2  | 0.30 |
| F. C. Liefering · Austria    | 2.ª           | 2019-20       | 14  | 9  | 6  | Inaccesibles | Inaccesibles | Inaccesibles | Inaccesibles | Inaccesibles | Inaccesibles | 14  | 9  | 6  | 0.64 |
| F. C. Liefering · Austria    | 2.ª           | 2020-21       | 1   | 0  | 0  | Inaccesibles | Inaccesibles | Inaccesibles | Inaccesibles | Inaccesibles | Inaccesibles | 1   | 0  | 0  | 0    |
| F. C. Liefering · Austria    | Total club    | Total club    | 35  | 15 | 8  | 0            | 0            | 0            | 0            | 0            | 0            | 35  | 15 | 8  | 0.43 |
| Red Bull Salzburgo · Austria | 1.ª           | 2019-20       | 10  | 1  | 2  | 1            | 0            | 0            | 1            | 0            | 0            | 12  | 1  | 2  | 0.08 |
| Red Bull Salzburgo · Austria | 1.ª           | 2020-21       | 29  | 7  | 7  | 4            | 1            | 0            | 5            | 1            | 0            | 38  | 9  | 7  | 0.24 |
| Red Bull Salzburgo · Austria | 1.ª           | 2021-22       | 29  | 19 | 5  | 5            | 0            | 0            | 10           | 4            | 0            | 44  | 23 | 5  | 0.52 |
| Red Bull Salzburgo · Austria | Total club    | Total club    | 68  | 27 | 14 | 10           | 1            | 0            | 16           | 5            | 0            | 94  | 33 | 14 | 0.35 |
| Borussia Dortmund · Alemania | 1.ª           | 2022-23       | 24  | 6  | 5  | 2            | 1            | 0            | 6            | 2            | 0            | 32  | 9  | 5  | 0.28 |
| Borussia Dortmund · Alemania | 1.ª           | 2023-24       | 21  | 3  | 1  | 1            | 0            | 0            | 12           | 2            | 1            | 34  | 5  | 2  | 0.15 |
| Borussia Dortmund · Alemania | 1.ª           | 2024-25       | 25  | 7  | 6  | 1            | 0            | 0            | 15           | 5            | 3            | 41  | 12 | 9  | 0.29 |
| Borussia Dortmund · Alemania | Total club    | Total club    | 70  | 16 | 12 | 4            | 1            | 0            | 33           | 9            | 4            | 107 | 26 | 16 | 0.24 |
| Total carrera                | Total carrera | Total carrera | 173 | 58 | 34 | 14           | 2            | 0            | 49           | 14           | 4            | 236 | 74 | 38 | 0.31 |
| 1. 2.                        |               |               |     |    |    |              |              |              |              |              |              |     |    |    |      |

### Tripletes
| 1 | 11 de diciembre de 2021  | Red Bull Arena, Wals-Siezenheim | Red Bull Salzburgo - WSG Tirol   |  | 5 - 0  | Bundesliga 2021-22                         |
| 2 | 10 de septiembre de 2024 | Kadriorg, Tallin                | Estonia Sub-21 - Alemania Sub-21 |  | 1 - 10 | Clasificación para la Eurocopa Sub-21 2025 |
| 3 | 1 de octubre de 2024     | Signal Iduna Park, Dortmund     | Borussia Dortmund - Celtic FC    |  | 7 - 1  | Liga de Campeones de la UEFA 2024-25       |

## Palmarés

### Títulos nacionales
| Título          | Club               | País    | Año  |
| --------------- | ------------------ | ------- | ---- |
| Copa de Austria | Red Bull Salzburgo | Austria | 2020 |
| Bundesliga      | Red Bull Salzburgo | Austria | 2020 |
| Copa de Austria | Red Bull Salzburgo | Austria | 2021 |
| Bundesliga      | Red Bull Salzburgo | Austria | 2021 |
| Bundesliga      | Red Bull Salzburgo | Austria | 2022 |
| Copa de Austria | Red Bull Salzburgo | Austria | 2022 |

### Títulos internacionales
(*) Incluyendo la selección.
| Título            | Equipo *          | Sede                | Año  |
| ----------------- | ----------------- | ------------------- | ---- |
| Eurocopa (sub-21) | Alemania (sub-21) | Hungría · Eslovenia | 2021 |